# Ośrodek Szkolno-Wychowawczy dla Dzieci Niewidomych w Owińskach
Ośrodek Szkolno-Wychowawczy dla Dzieci Niewidomych w Owińskach – ośrodek dla dzieci i młodzieży z dysfunkcjami wzroku, umiejscowiony w Owińskach koło Poznania. W ośrodku znajduje się zespół szkół między innymi: Szkoła Podstawowa, Liceum Ogólnokształcące, Szkoła Zawodowa. Uczniowie mają możliwość zamieszkania w internacie, mieszczącym się w tym samym budynku.

## Historia
- 1946 – powołana zostaje szkoła podstawowa dla dzieci niewidomych będąca początkiem utworzenia rok później Zakładu dla Niewidomych.
- 1949 – w miejsce zlikwidowanych Zakładów powstaje Publiczna Średnia Szkoła dla Dzieci Niewidomych. Oprócz szczotkarstwa i wikliniarstwa realizowała również inne działy: 1951 – dziewiarstwo ręczne, 1954 – praca w metalu, 1955 – stroicielstwo instrumentów muzycznych, 1957 – obsługa centrali telefonicznej, 1994 – koszykarz-plecionkarz i tapicer, 2010 – ogrodnik.
- 1991 – powstaje Liceum Ogólnokształcące dla młodzieży niewidomej i słabowidzącej.
- 2012 - otwarcie pierwszego w Europie Parku Orientacji Przestrzennej.

## Park Orientacji Przestrzennej
W ośrodku powstał pierwszy w Europie park dla niewidomych, dzięki któremu dzieci z dysfunkcjami wzroku uczą się samodzielnego poruszania w aglomeracji miejskiej (autorski projekt architektów Macieja Jakubowskiego i Szymona Wytykowskiego oraz architektki krajobrazu Renaty Gilmore). Park został oficjalnie otwarty 3 września 2012 roku i jest dostępny nie tylko dla osób niepełnosprawnych, ale też pełnosprawnych. Park Orientacji zwyciężył w konkursie „Polska Pięknieje – 7 Cudów Funduszy Europejskich”, w kategorii „Miejsce przyjazne dzieciom”. 

## Muzeum Tyflologiczne
W muzeum prezentowana jest nim największa w Polsce kolekcja map tyflologicznych oraz kilkuset obiektów związanych z kulturą i edukacją niewidomych.
Między innymi można zobaczyć najstarsze wydawane masowo tyflo mapy M. Kunza z Illzach – 1886, pierwszy Atlas Świata dla niewidomych z roku 1932, oraz dziesiątki przedstawień tyflokartograficznych wydawanych na całym świecie. Znajduje się tu także kolekcja map ściennych Polski, Europy oraz Świata. W muzeum można zapoznać się z pomocami dydaktycznymi z zakresu tyflokartografi i tyflografiki wydawanymi współcześnie zarówno w kraju jak i za granicą.

## Biblioteka Zapachów
Z inicjatywy opiekuna Muzeum Tyflologicznego, Marka Jakubowskiego, w 2021 roku powstała także pierwsza w Polsce Biblioteka Zapachów.